# Canton d'Ambert
Pour les articles homonymes, voir Ambert (homonymie).
Le canton d'Ambert est une circonscription électorale française située dans le département du Puy-de-Dôme et la région Auvergne-Rhône-Alpes.

## Géographie
Ce canton est organisé autour d'Ambert dans l'arrondissement d'Ambert. Son altitude varie de 492 m (Job) à 1 631 m (Job) pour une altitude moyenne de 646 m.

## Histoire
Le redécoupage des arrondissements intervenu en 1926 n'a pas affecté le canton d'Ambert.
Le redécoupage de 2014 (par un décret du 25 février 2014) modifie le périmètre de ce canton qui gagne les communes suivantes : Arlanc, Baffie, Beurières, La Chaulme, Chaumont-le-Bourg, Doranges, Dore-l'Église, Églisolles, Grandrif, Mayres, Medeyrolles, Novacelles, Saillant, Saint-Anthème, Saint-Alyre-d'Arlanc, Saint-Clément-de-Valorgue, Saint-Just, Saint-Romain, Sauvessanges, Saint-Sauveur-la-Sagne et Viverols. Le canton passe ainsi de 9 à 30 communes.

## Représentation

### Conseillers généraux de 1833 à 2015
| Période         | Période      | Identité                                                     | Étiquette    | Qualité |
| --------------- | ------------ | ------------------------------------------------------------ | ------------ | --- |
| 1833            | 1848 (décès) | Barthélemy Bernard (1793-1848)                               |              | Avocat, juge suppléant, notaire, maire d'Ambert (1830-1834) |
| 1848            | 1871 (décès) | Sébastien Dupuy-Imberdis                                     |              | Brasseur et minotier Ancien Président du Tribunal de commerce d'Ambert |
| 1871            | 1883 (décès) | Joseph-Louis Armilhon                                        | Républicain  | Notaire, maire d'Ambert, conseiller d'arrondissement |
| 1883            | 1886         | François Marie Bernard-Dupuy (1825-1888) (fils de B.Bernard) | Droite       | Négociant Ancien Président du Tribunal de commerce |
| 1886            | 1892         | Philippe Fléchet                                             | Républicain  | Officier d'instruction public, maire d'Ambert |
| 1892            | 1900 (décès) | Antoine Ledieu-Bazin                                         | Républicain  | Maire d'Ambert (1893-1900), conseiller d'arrondissement |
| 1900            | 1904         | Antoine Jarleton-Gamonet                                     | Républicain  | Ancien teinturier, propriétaire à Ambert |
| 1904            | 1910         | Jean Gorce                                                   | Républicain  | Administrateur de la Société des Ouvriers, Ambert |
| 1910            | 1932         | Georges Courtial                                             | Centre droit | Maire d'Ambert (1908-1932) |
| 1932            | 1940         | Raymond Lachal                                               | AD-RG        | Employé de la Caisse d'épargne Adjoint au maire puis maire d'Ambert Député (1932-1942) Nommé membre de la Commission administrative départementale en 1941 Nommé conseiller départemental en 1942 |
|                 |              |                                                              |              | |
| 1945            | 1949         | Jean-Félix Mavel                                             | SFIO         | Agriculteur à Marsac-en-Livradois |
| 1949            | 1954 (décès) | Claudius Penel                                               | RGR          | Médecin Maire d'Ambert (1944-1954) |
| 24 octobre 1954 | 1973         | Robert Lacroix                                               | RGR puis DVG | Maire d'Ambert (1954-1976) |
| 1973            | 1979         | Jean Chaduc                                                  | PS           | Représentant de commerce, Ambert Conseiller régional |
| 1979            | 2004         | Georges Chanoine                                             | UDF puis UMP | Garagiste puis agent immobilier Maire d'Ambert (1977-1995) |
| 2004            | 2015         | Jacquie Douarre                                              | PCF          | Adjoint au maire d'Ambert (2008-2014) |

### Conseillers d'arrondissement (de 1833 à 1940)
Le canton d'Ambert avait deux conseillers d'arrondissement.
| Période                                  | Période      | Identité                                       | Étiquette           | Qualité |
| ---------------------------------------- | ------------ | ---------------------------------------------- | ------------------- | --- |
| 1833                                     | 1836         | Pierre Vital Coste-Ponchon                     |                     | Greffier, géomètre, adjoint au maire d'Ambert                                                               |
| 1833                                     | 1835 (décès) | Pierre-Mathias Pourrat                         | Centre gauche       | Ancien Sous-Préfet d'Ambert, banquier, propriétaire à Ambert, député (1831-1834)                            |
| 8 nov. 1835                              | 1842         | Joseph Henri Vimal-Dumonteil                   |                     | Négociant, ancien maire (1826-1830) d'Ambert                                                                |
| 1836                                     | 1842 (décès) | Pierre Gabriel Messance-Vimal père (1765-1842) |                     | Maire d'Ambert                                                                                              |
| 1842                                     | 1867 (décès) | Pierre Amable Imberdis-Journet                 |                     | Maire d'Ambert (1842-1848 et 1851-1866)                                                                     |
| 1842                                     | 1848         | Benoit Marie Pacros                            |                     | Juge de paix à Ambert, propriétaire à Marsac-en-Livradois                                                   |
| 1848                                     | 1852         | Pierre Vital Coste père                        |                     | Premier adjoint puis maire (1848) d'Ambert                                                                  |
| 1852                                     | 1864         | Joseph Henri Vimal-Dumonteil                   |                     | Négociant à Ambert, ancien Président du Tribunal de commerce, ancien maire (1826-1830) d'Ambert             |
| 1864                                     | 1868         | Léon Henri Vimal-Vimal                         |                     | Négociant, Président du Tribunal de commerce, d'Ambert                                                      |
| 1868                                     | 1871         | Joseph Louis Armilhon                          |                     | Notaire, maire d'Ambert (1866-1870 et 1871-1884)                                                            |
| 1871                                     | 1892         | Antoine Ledieu-Bazin                           |                     | Négociant à Ambert, juge suppléant au Tribunal de commerce                                                  |
| 1871                                     | 1880         | Jean François Marie Tardif                     |                     | Notaire, propriétaire à Job                                                                                 |
| 1880                                     | 1907         | Maurice Marius Bonny                           |                     | Maire de Marsac-en-Livradois, suppléant du juge de paix                                                     |
| 1892                                     | 1901         | Jean Philippe Lhéritier                        |                     | Manufacturier, maire de Champétières                                                                        |
| 1901                                     | 1903 (décès) | Joseph Douarre-Russias                         |                     | Adjoint au maire d'Ambert                                                                                   |
| 5 juil. 1903                             | 1940 (décès) | Eugène Pellet (1869-1940)                      | Républicain Radical | Avocat à Ambert, Président du Conseil d'arrondissement                                                      |
| 1907                                     | 1919         | Antoine Noël Tricolore                         | Radical             | Négociant en dentelles à Ambert                                                                             |
| 1919                                     | 1931         | Antoine Dubourgnon (1860-1940)                 | Radical             | Maire de La Forie (1908 à 1929)                                                                             |
| 1931                                     | 1937         | André Gras                                     | URD-PDP             | Propriétaire à Ambert                                                                                       |
| 1937                                     | 1940         | Lucien Pommeyrol                               | Rad.ind             | Adjoint au maire de Marsac-en-Livradois                                                                     |
| 1940                                     |              |                                                |                     | Les conseils d'arrondissement ont été suspendus par la loi du 12 octobre 1940 et n'ont jamais été réactivés |
| Les données manquantes sont à compléter. |              |                                                |                     | |

source : Histoire de l'administration civile dans la province d'Auvergne et le département du Puy-de-Dôme depuis les temps les plus reculés, sur Gallica.
https://gallica.bnf.fr/ark:/12148/bpt6k39633c.image.r=%2FPACROS.f869.hl#

### Conseillers départementaux à partir de 2015
| Période élective | Période élective | Mandat | Mandat   | Identité        | Nuance | Nuance | Qualité |
| ---------------- | ---------------- | ------ | -------- | --------------- | ------ | ------ | --- |
| 2015             | 2021             | 2015   | 2021     | Valérie Prunier |        | LR     | Infirmière à Arlanc                                                                                            |
| 2015             | 2021             | 2015   | 2021     | Michel Sauvade  |        | DVD    | Professeur agrégé Maire de Marsac-en-Livradois                                                                 |
| 2021             | 2028             | 2021   | en cours | Valérie Prunier |        | LR     | Infirmière Conseillère municipale d'Arlanc Vice-présidente de la communauté de communes Ambert Livradois Forez |
| 2021             | 2028             | 2021   | en cours | Michel Sauvade  |        | DVC    | Professeur agrégé Maire de Marsac-en-Livradois 7e vice-président du conseil départemental chargé du numérique  |

### Résultats détaillés

#### Élections de mars 2015
À l'issue du 1er tour des élections départementales de 2015, deux binômes sont en ballottage : Valérie Prunier et Michel Sauvade (Union de la Droite, 21,06 %) et Christophe Delayre et Myriam Fougere (DVD, 20,77 %). Le taux de participation est de 56,15 % (8 595 votants sur 15 307 inscrits) contre 52,8 % au niveau départemental et 50,17 % au niveau national.
Au second tour, Valérie Prunier et Michel Sauvade (Union de la Droite) sont élus avec 53,71 % des suffrages exprimés et un taux de participation de 53,18 % (3 703 voix pour 8 140 votants et 15 306 inscrits).
Michel Sauvade se réclame du Centre-Droit.

#### Élections de juin 2021
Le premier tour des élections départementales de 2021 est marqué par un très faible taux de participation (33,26 % au niveau national). Dans le canton d'Ambert, ce taux de participation est de 37,6 % (5 687 votants sur 15 126 inscrits) contre 36,11 % au niveau départemental. À l'issue de ce premier tour, deux binômes sont en ballottage : Valérie Prunier et Michel Sauvade (Union au centre et à droite, 59,01 %) et Alain Molimard et Sylvie Obert-Monnet (Union à gauche, 17,5 %).
Le second tour des élections est marqué une nouvelle fois par une abstention massive équivalente au premier tour. Les taux de participation sont de 34,36 % au niveau national, 37,4 % dans le département et 39,16 % dans le canton d'Ambert. Valérie Prunier et Michel Sauvade (Union au centre et à droite) sont élus avec 72,17 % des suffrages exprimés (3 955 voix pour 5 923 votants et 15 126 inscrits),,. 

## Composition

### Composition avant 2015
Le canton d'Ambert regroupait, avant le décret de 2014, neuf communes.
| Nom                     | Code Insee | Codepostal | Superficie (km2) | Population (dernière pop. légale) | Densité (hab./km2) |
| ----------------------- | ---------- | ---------- | ---------------- | --------------------------------- | ------------------ |
| Ambert (chef-lieu)      | 63003      | 63600      | 60,48            | 6 852 (2012)                      | 113                |
| Champétières            | 63081      | 63600      | 18,54            | 250 (2012)                        | 13                 |
| La Forie                | 63161      | 63600      | 2,81             | 320 (2012)                        | 114                |
| Job                     | 63179      | 63990      | 42,68            | 1 052 (2012)                      | 25                 |
| Marsac-en-Livradois     | 63211      | 63940      | 48,46            | 1 450 (2012)                      | 30                 |
| Saint-Ferréol-des-Côtes | 63341      | 63600      | 15,03            | 534 (2012)                        | 36                 |
| Saint-Martin-des-Olmes  | 63374      | 63600      | 17,15            | 263 (2012)                        | 15                 |
| Thiolières              | 63431      | 63600      | 5,30             | 169 (2012)                        | 32                 |
| Valcivières             | 63441      | 63600      | 32,96            | 211 (2012)                        | 6,4                |

### Composition depuis 2015
Le canton d'Ambert compte désormais trente communes entières.
| Nom                            | Code Insee | Intercommunalité          | Superficie (km2) | Population (dernière pop. légale) | Densité (hab./km2) | Modifier                                    |
| ------------------------------ | ---------- | ------------------------- | ---------------- | --------------------------------- | ------------------ | ------------------------------------------- |
| Ambert (bureau centralisateur) | 63003      | CC Ambert Livradois Forez | 60,48            | 6 556 (2022)                      | 108                | modifier les données · modifier les données |
| Arlanc                         | 63010      | CC Ambert Livradois Forez | 32,19            | 1 767 (2022)                      | 55                 | modifier les données · modifier les données |
| Baffie                         | 63027      | CC Ambert Livradois Forez | 10,62            | 111 (2022)                        | 10                 | modifier les données · modifier les données |
| Beurières                      | 63039      | CC Ambert Livradois Forez | 16,27            | 310 (2022)                        | 19                 | modifier les données · modifier les données |
| Champétières                   | 63081      | CC Ambert Livradois Forez | 18,54            | 283 (2022)                        | 15                 | modifier les données · modifier les données |
| La Chaulme                     | 63104      | CC Ambert Livradois Forez | 13,60            | 116 (2022)                        | 8,5                | modifier les données · modifier les données |
| Chaumont-le-Bourg              | 63105      | CC Ambert Livradois Forez | 8,28             | 233 (2022)                        | 28                 | modifier les données · modifier les données |
| Doranges                       | 63137      | CC Ambert Livradois Forez | 19,43            | 172 (2022)                        | 8,9                | modifier les données · modifier les données |
| Dore-l'Église                  | 63139      | CC Ambert Livradois Forez | 27,14            | 664 (2022)                        | 24                 | modifier les données · modifier les données |
| Églisolles                     | 63147      | CC Ambert Livradois Forez | 20,59            | 309 (2022)                        | 15                 | modifier les données · modifier les données |
| La Forie                       | 63161      | CC Ambert Livradois Forez | 2,81             | 316 (2022)                        | 112                | modifier les données · modifier les données |
| Grandrif                       | 63173      | CC Ambert Livradois Forez | 22,15            | 203 (2022)                        | 9,2                | modifier les données · modifier les données |
| Job                            | 63179      | CC Ambert Livradois Forez | 42,68            | 994 (2022)                        | 23                 | modifier les données · modifier les données |
| Marsac-en-Livradois            | 63211      | CC Ambert Livradois Forez | 48,46            | 1 391 (2022)                      | 29                 | modifier les données · modifier les données |
| Mayres                         | 63218      | CC Ambert Livradois Forez | 12,49            | 197 (2022)                        | 16                 | modifier les données · modifier les données |
| Medeyrolles                    | 63221      | CC Ambert Livradois Forez | 17,12            | 116 (2022)                        | 6,8                | modifier les données · modifier les données |
| Novacelles                     | 63256      | CC Ambert Livradois Forez | 14,43            | 153 (2022)                        | 11                 | modifier les données · modifier les données |
| Saillant                       | 63309      | CC Ambert Livradois Forez | 17,42            | 306 (2022)                        | 18                 | modifier les données · modifier les données |
| Saint-Alyre-d'Arlanc           | 63312      | CC Ambert Livradois Forez | 24,19            | 136 (2022)                        | 5,6                | modifier les données · modifier les données |
| Saint-Anthème                  | 63319      | CC Ambert Livradois Forez | 68,89            | 708 (2022)                        | 10                 | modifier les données · modifier les données |
| Saint-Clément-de-Valorgue      | 63331      | CC Ambert Livradois Forez | 13,37            | 237 (2022)                        | 18                 | modifier les données · modifier les données |
| Saint-Ferréol-des-Côtes        | 63341      | CC Ambert Livradois Forez | 15,03            | 549 (2022)                        | 37                 | modifier les données · modifier les données |
| Saint-Just                     | 63371      | CC Ambert Livradois Forez | 19,42            | 147 (2022)                        | 7,6                | modifier les données · modifier les données |
| Saint-Martin-des-Olmes         | 63374      | CC Ambert Livradois Forez | 17,15            | 312 (2022)                        | 18                 | modifier les données · modifier les données |
| Saint-Romain                   | 63394      | CC Ambert Livradois Forez | 16,05            | 197 (2022)                        | 12                 | modifier les données · modifier les données |
| Saint-Sauveur-la-Sagne         | 63398      | CC Ambert Livradois Forez | 7,74             | 83 (2022)                         | 11                 | modifier les données · modifier les données |
| Sauvessanges                   | 63412      | CC Ambert Livradois Forez | 33,19            | 531 (2022)                        | 16                 | modifier les données · modifier les données |
| Thiolières                     | 63431      | CC Ambert Livradois Forez | 5,30             | 162 (2022)                        | 31                 | modifier les données · modifier les données |
| Valcivières                    | 63441      | CC Ambert Livradois Forez | 32,96            | 229 (2022)                        | 6,9                | modifier les données · modifier les données |
| Viverols                       | 63465      | CC Ambert Livradois Forez | 12,50            | 443 (2022)                        | 35                 | modifier les données · modifier les données |
| Canton d'Ambert                | 6302       |                           | 670,49           | 17 931 (2022)                     | 27                 | modifier les données                        |

## Démographie

### Démographie avant 2015
| 1962   | 1968   | 1975   | 1982   | 1990   | 1999   | 2006   | 2011   | 2012   |
| ------ | ------ | ------ | ------ | ------ | ------ | ------ | ------ | ------ |
| 12 275 | 11 937 | 11 735 | 11 692 | 11 538 | 11 524 | 11 336 | 11 136 | 11 101 |

### Démographie depuis 2015
En 2022, le canton comptait 17 931 habitants, en évolution de −0,91 % par rapport à 2016 (Puy-de-Dôme : +2,1 %, France hors Mayotte : +2,11 %).
| 2013   | 2018   | 2022   |
| ------ | ------ | ------ |
| 18 238 | 18 028 | 17 931 |